# Blancfossé
Blancfossé est une commune française située dans le département de l'Oise en région Hauts-de-France.

## Géographie

### Description
Blancfossé est un village rural  picard situé à 27 km au nord de Beauvais, à la même distance au sud d'Amiens et à l'ouest de Montdidier (Somme).
Le territoire communal est  est tangenté à l'est par l'autoroute A16, dont l'accès le plus proche est la sortie no 15 Hardivillers.
La commune est traversée par le sentier de grande randonnée GR 125.
Au début du XIXe siècle, Blancfossé était décrit comme ayant un territoire « de médiocre étendue, (...) coupé par plusieurs ravins qui s'ouvrent dans un vallon principal courant de Corneille vers Croissy »

### Communes limitrophes
| Croissy-sur-Celle  |            | Bonneuil-les-Eaux |
| Fontaine-Bonneleau | Blancfossé | Fléchy            |
|                    | Cormeilles |                   |

### Hydrographie

#### Réseau hydrographique
La commune est située dans le bassin Artois-Picardie. Elle est drainée par la Chapelle Saint-Rémi.

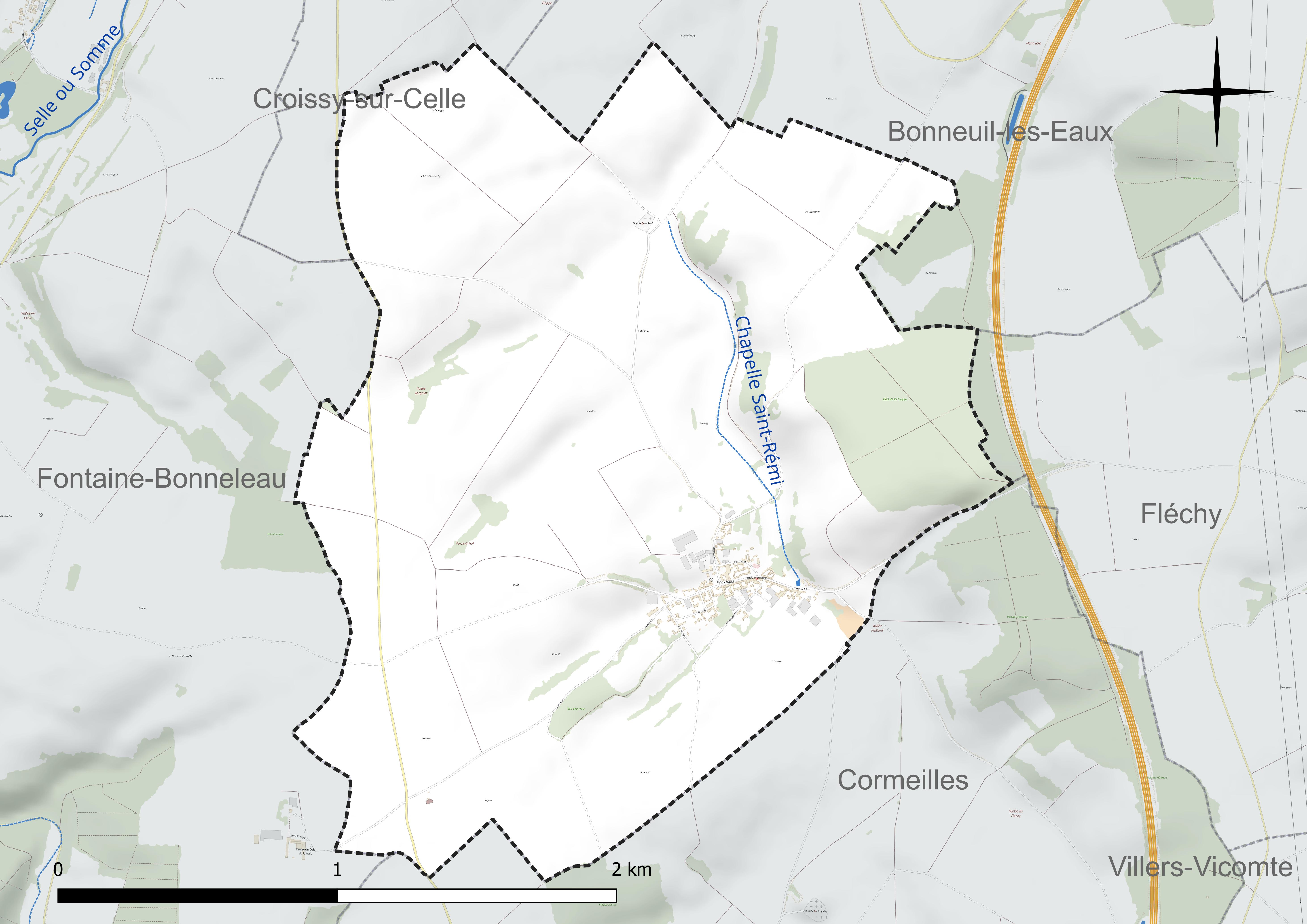
Réseau hydrographique de Blancfossé.

#### Gestion et qualité des eaux
Le territoire communal est couvert par le schéma d'aménagement et de gestion des eaux (SAGE) « Sensée ». Ce document de planification concerne un territoire de 1 835 km2 de superficie, délimité par le bassin versant de la Somme canalisée. Le périmètre a été arrêté le 29 avril 2010 et le SAGE proprement dit a été approuvé le 6 août 2019. La structure porteuse de l'élaboration et de la mise en œuvre est le syndicat mixte d'aménagement hydraulique du bassin versant de la Somme (AMEVA). 
La qualité des cours d'eau peut être consultée sur un site dédié géré par les agences de l'eau et l'Agence française pour la biodiversité. 

### Climat
Pour des articles plus généraux, voir Climat des Hauts-de-France et Climat de l'Oise.
En 2010, le climat de la commune est de type climat océanique dégradé des plaines du Centre et du Nord, selon une étude du CNRS s'appuyant sur une série de données couvrant la période 1971-2000. En 2020, Météo-France publie une typologie des climats de la France métropolitaine dans laquelle la commune est exposée à un climat océanique et est dans la région climatique  Nord-est du bassin Parisien, caractérisée par un ensoleillement médiocre, une pluviométrie moyenne régulièrement répartie au cours de l'année et un hiver froid (3 °C). 
Pour la période 1971-2000, la température annuelle moyenne est de 10,2 °C, avec une amplitude thermique annuelle de 14,1 °C. Le cumul annuel moyen de précipitations est de 745 mm, avec 11,9 jours de précipitations en janvier et 8,4 jours en juillet. Pour la période 1991-2020, la température moyenne annuelle observée sur la station météorologique la plus proche, située sur la commune de Rouvroy-les-Merles à 12 km à vol d'oiseau, est de 10,7 °C et le cumul annuel moyen de précipitations est de 647,9 mm,. Pour l'avenir, les paramètres climatiques de la commune estimés pour 2050 selon différents scénarios d'émission de gaz à effet de serre sont consultables sur un site dédié publié par Météo-France en novembre 2022.

## Urbanisme

### Typologie
Au 1er janvier 2024, Blancfossé est catégorisée commune rurale à habitat dispersé, selon la nouvelle grille communale de densité à sept niveaux définie par l'Insee en 2022.
Elle est située hors unité urbaine et hors attraction des villes,.

### Occupation des sols
L'occupation des sols de la commune, telle qu'elle ressort de la base de données européenne d'occupation biophysique des sols Corine Land Cover (CLC), est marquée par l'importance des territoires agricoles (88,8 % en 2018), en augmentation par rapport à 1990 (87,8 %). La répartition détaillée en 2018 est la suivante : 
terres arables (80,1 %), prairies (8,2 %), forêts (6 %), zones urbanisées (5,2 %), zones agricoles hétérogènes (0,6 %). L'évolution de l'occupation des sols de la commune et de ses infrastructures peut être observée sur les différentes représentations cartographiques du territoire : la carte de Cassini (XVIIIe siècle), la carte d'état-major (1820-1866) et les cartes ou photos aériennes de l'IGN pour la période actuelle (1950 à aujourd'hui).

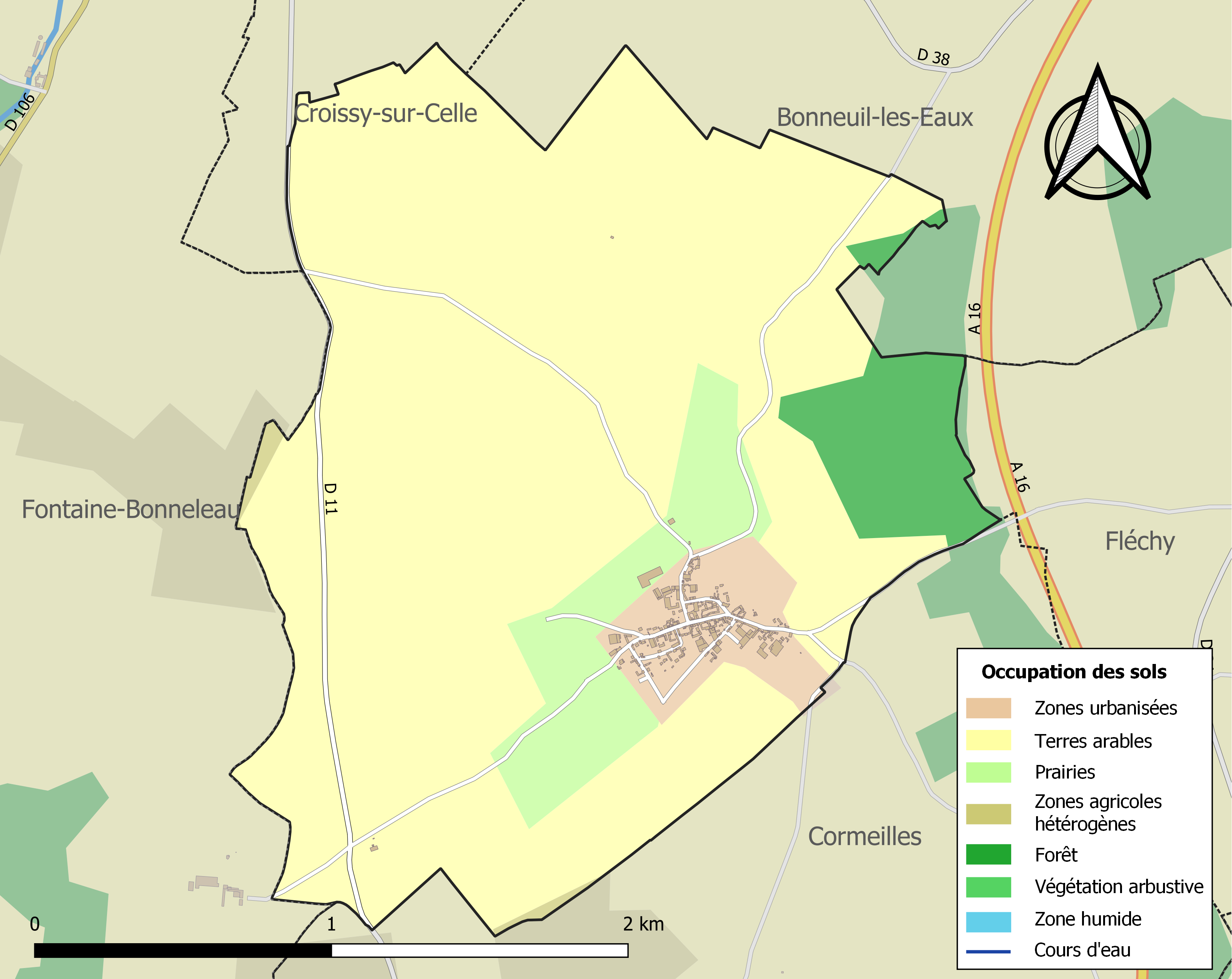
Carte des infrastructures et de l'occupation des sols de la commune en 2018 (CLC).

### Habitat et logement
En 2018, le nombre total de logements dans la commune était de 66, alors qu'il était de 62 en 2013 et de 65 en 2008.
Parmi ces logements, 83,2 % étaient des résidences principales, 4,6 % des résidences secondaires et 12,2 % des logements vacants. Ces logements étaient pour 98,5 % d'entre eux des maisons individuelles et pour 1,5 % des appartements.
Le tableau ci-dessous présente la typologie des logements à Blancfossé en 2018 en comparaison avec celle de l'Oise et de la France entière. Une caractéristique marquante du parc de logements est ainsi une proportion de résidences secondaires et logements occasionnels (4,6 %) supérieure à celle du département (2,5 %) et à celle de la France entière (9,7 %). Concernant le statut d'occupation de ces logements, 55,6 % des habitants de la commune sont propriétaires de leur logement (66 % en 2013), contre 61,4 % pour l'Oise et 57,5 pour la France entière.
| Typologie                                               | Blancfossé | Oise | France entière |
| ------------------------------------------------------- | ---------- | ---- | -------------- |
| Résidences principales (en %)                           | 83,2       | 90,4 | 82,1           |
| Résidences secondaires et logements occasionnels (en %) | 4,6        | 2,5  | 9,7            |
| Logements vacants (en %)                                | 12,2       | 7,1  | 8,2            |

### Voies de communication et transports
La commune est desservie, en 2023, par les lignes 615, 616, 6109 et 6122 du réseau interurbain de l'Oise.

## Toponymie
Le village était dénommé Album Fossatum (« fossé blanc ») en 1162.
Selon la légende, ce nom est lié au fossé de défense qu'auraient creusés les habitants à la suite des invasions normandes qui ont détruit au IXe siècle le village de Saint-Rémy, construit sur l'actuel cimetière de Blancfossé. Ce Riou ou Fossé blanc donnait également accès à une muche, souterrain refuge d'une soixantaine de mètres de long ayant de chaque côté plusieurs chambres ou cellules. Le passage, protégé par une porte aux gonds de fer, puis comblé, n'a été redécouvert qu'à la fin du XVIIIe siècle. Aujourd'hui, « Le Fossé Blanc » est le nom d'un chemin creux à l'est du village.

## Histoire
Louis Graves indiquait en 1831 « selon la tradition locale, le village existait très-anciennement dans la vallée Saint-Remy, sur le chemin de Croissy, au lieu où est encore le cimetière. On a souvent trouvé des caves et des vestiges incontestables de construction sur l'emplacement.
Il y a à l'extrémité orientale du village un fort ou souterrain consistant en un boyau long de soixante mètres , ayant sur chaque côté dix,huit chambres ou  cellules profondes de huit mètres sur deux de hauteur et de largeur. Ce fort, dont l'entrée avait été comblée, fut découvert il y a cinquante ans; il avait une porte à gonds de fer; on communiquait de son ouverture vers le bois qui couronne le coteau voisin par un chemin creux qu'on nomme encore le Riou ou Fossé blanc. On prétend qu'après ta destruction entière du village de Saint-Remy par les. Normands, les hahitans percèrent le fort dent il s'agit pour se soustraire à de nouveaux désastres , et ils se ménagèrent par le chemin qui était d'ailleurs couvert de bois, le moyen de se réfugier dans la forêt voisine. On bâtit plus tard le village actuel qui reçut et a conservé le nom du chemin creusé dans la pierre blanche ».
Sous l'Ancien Régime, Blancfossé était compris dans.la châtellenie de Breteuil.
En 1783, un incendie détrruit la plus grande part du village et l'église, reconstruite vers 1786.
En 1831, une partie de l'ancien château, petite construction en briques, subsistait encore  ainsi que la prison seigneuriale. La population était constituée essentiellement d'agriculteurs et de fabricants d'étoffes en laine, et ka commune comptait un moulin à vent et des carrières.

## Politique et administration

### Rattachements administratifs et électoraux
La commune se trouve dans l'arrondissement de Beauvais du département de l'Oise. Pour l'élection des députés, elle fait partie de la première circonscription de l'Oise.
Elle faisait partie depuis 1801 du canton de Crèvecœur-le-Grand. Dans le cadre du redécoupage cantonal de 2014 en France, la commune rejoint le canton de Saint-Just-en-Chaussée.

### Intercommunalité
La commune faisait partie de la communauté de communes de Crèvecœur-le-Grand Pays Picard A16 Haute Vallée de la Celle créée fin 1992.
Dans le cadre des dispositions de la loi portant nouvelle organisation territoriale de la République (Loi NOTRe) du 7 août 2015, qui prévoit que les établissements publics de coopération intercommunale (EPCI) à fiscalité propre doivent avoir un minimum de 15 000 habitants, le préfet de l'Oise a publié en octobre 2015 un projet de nouveau schéma départemental de coopération intercommunale, qui prévoit la fusion de plusieurs intercommunalités, et notamment celle de Crèvecœur-le-Grand (CCC) et celle des Vallées de la Brèche et de la Noye (CCVBN), soit une intercommunalité de 61 communes pour une population totale de 27 196 habitants.
Après avis favorable de la majorité des conseils communautaires et municipaux concernés, cette intercommunalité dénommée communauté de communes de l'Oise picarde et dont la commune est désormais membre, est créée au 1er janvier 2017.

### Liste des maires
| Période                                  | Période                       | Identité         | Étiquette | Qualité |
| ---------------------------------------- | ----------------------------- | ---------------- | --------- | ------- |
| Les données manquantes sont à compléter. |                               |                  |           |         |
| avant 1962                               |                               | J. H. Douchet    |           |         |
| Les données manquantes sont à compléter. |                               |                  |           |         |
| mars 2001                                | juillet 2020                  | Gilbert Debraine | PRG       |         |
| juillet 2020                             | En cours (au 2 décembre 2020) | Guillaume Saguez |           |         |

## Population et société

### Démographie

#### Évolution démographique
L'évolution du nombre d'habitants est connue à travers les recensements de la population effectués dans la commune depuis 1793. Pour les communes de moins de 10 000 habitants, une enquête de recensement portant sur toute la population est réalisée tous les cinq ans, les populations de référence des années intermédiaires étant quant à elles estimées par interpolation ou extrapolation. Pour la commune, le premier recensement exhaustif entrant dans le cadre du nouveau dispositif a été réalisé en 2005.

En 2022, la commune comptait 143 habitants, en évolution de −1,38 % par rapport à 2016 (Oise : +0,87 %, France hors Mayotte : +2,11 %).
| 1793 | 1800 | 1806 | 1821 | 1831 | 1836 | 1841 | 1846 | 1851 |
| ---- | ---- | ---- | ---- | ---- | ---- | ---- | ---- | ---- |
| 446  | 380  | 516  | 488  | 524  | 548  | 534  | 510  | 505  |

| 1856 | 1861 | 1866 | 1872 | 1876 | 1881 | 1886 | 1891 | 1896 |
| ---- | ---- | ---- | ---- | ---- | ---- | ---- | ---- | ---- |
| 506  | 504  | 489  | 453  | 429  | 336  | 325  | 325  | 292  |

| 1901 | 1906 | 1911 | 1921 | 1926 | 1931 | 1936 | 1946 | 1954 |
| ---- | ---- | ---- | ---- | ---- | ---- | ---- | ---- | ---- |
| 277  | 256  | 234  | 204  | 202  | 163  | 129  | 144  | 139  |

| 1962 | 1968 | 1975 | 1982 | 1990 | 1999 | 2005 | 2006 | 2010 |
| ---- | ---- | ---- | ---- | ---- | ---- | ---- | ---- | ---- |
| 135  | 133  | 115  | 118  | 91   | 119  | 135  | 135  | 132  |

| 2015 | 2020 | 2022 | - | - | - | - | - | - |
| ---- | ---- | ---- | - | - | - | - | - | - |
| 142  | 142  | 143  | - | - | - | - | - | - |

#### Pyramide des âges
La population de la commune est relativement jeune.
En 2018, le taux de personnes d'un âge inférieur à 30 ans s'élève à 43,6 %, soit au-dessus de la moyenne départementale (37,3 %). À l'inverse, le taux de personnes d'âge supérieur à 60 ans est de 21,1 % la même année, alors qu'il est de 22,8 % au niveau départemental.
En 2018, la commune comptait 78 hommes pour 67 femmes, soit un taux de 53,79 % d'hommes, largement supérieur au taux départemental (48,89 %).
Les pyramides des âges de la commune et du département s'établissent comme suit.
| Hommes | Classe d’âge | Femmes |
| ------ | ------------ | ------ |
| 0,0    | 90 ou +      | 1,5    |
| 5,3    | 75-89 ans    | 9,1    |
| 14,5   | 60-74 ans    | 12,1   |
| 15,8   | 45-59 ans    | 19,7   |
| 21,1   | 30-44 ans    | 13,6   |
| 19,7   | 15-29 ans    | 24,2   |
| 23,7   | 0-14 ans     | 19,7   |

| Hommes | Classe d’âge | Femmes |
| ------ | ------------ | ------ |
| 0,5    | 90 ou +      | 1,4    |
| 5,5    | 75-89 ans    | 7,6    |
| 15,6   | 60-74 ans    | 16,3   |
| 20,8   | 45-59 ans    | 20     |
| 19,4   | 30-44 ans    | 19,4   |
| 17,6   | 15-29 ans    | 16,2   |
| 20,6   | 0-14 ans     | 19,1   |

## Culture locale et patrimoine

### Lieux et monuments
- L'église Saint-Denis, bâtie en pierre crayeuse d'excellente qualité et datant probablement du XVIIe siècle, est constituée d'une simple nef, avec clocher en charpente au-dessus de l'entrée, et d'un chœur pentagonal[32].

- La chapelle funéraire Saint-Rémi située au milieu du cimetière, se trouve sensiblement à l'emplacement de la première église de Blancfossé[32].
- Puits ancien.

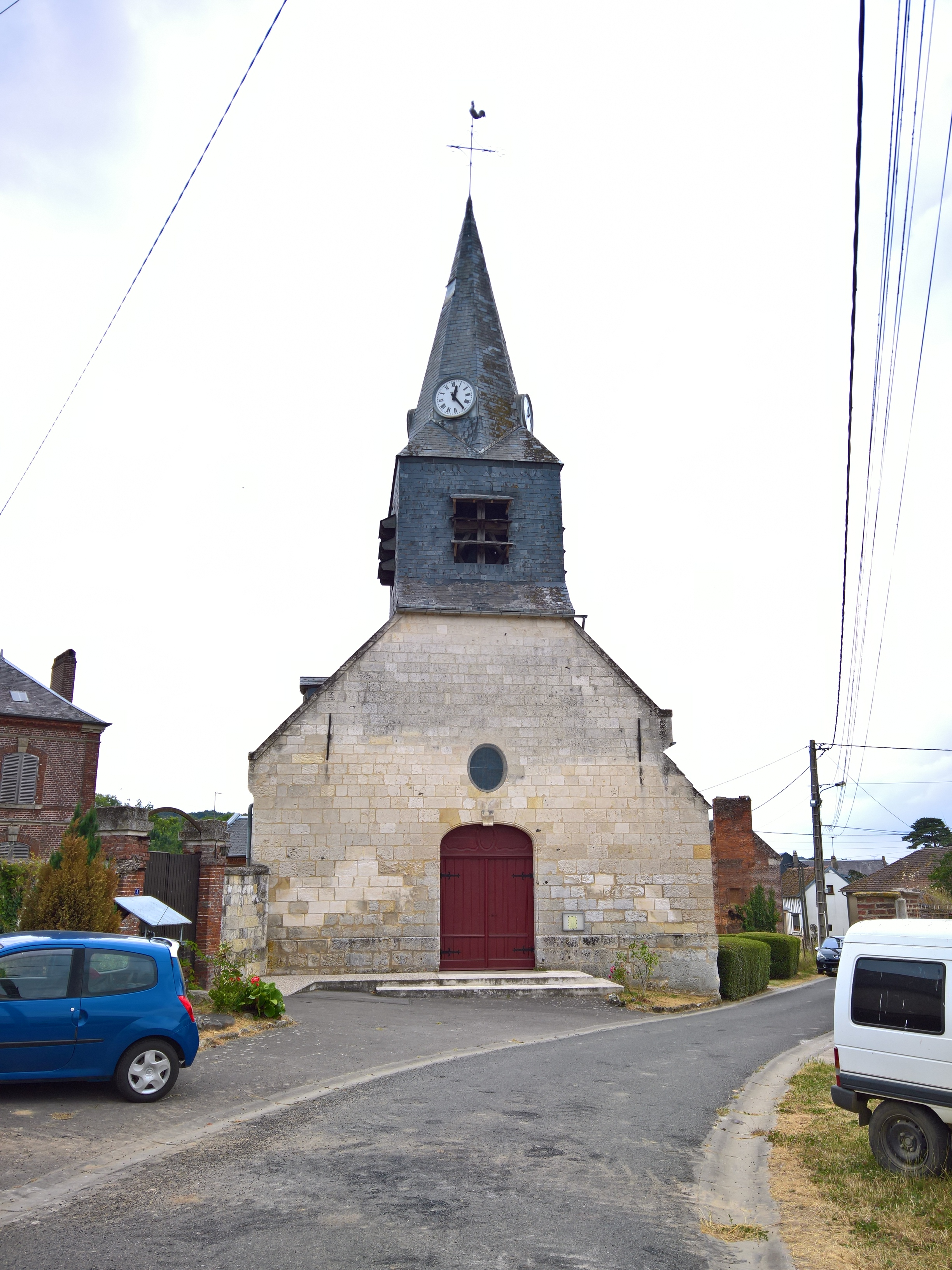
Façade de l'église Saint-Rémi
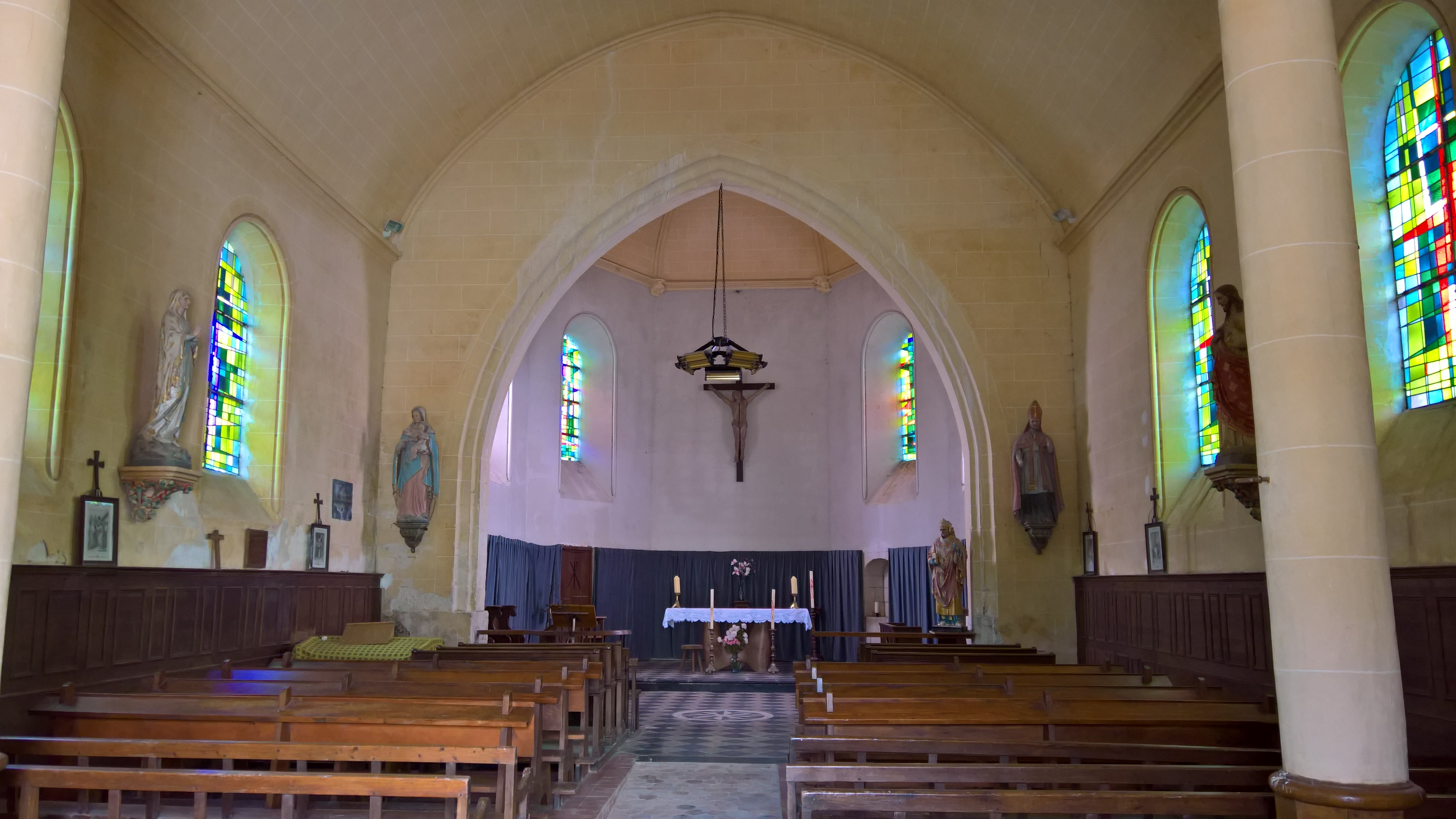
La nef de l'église
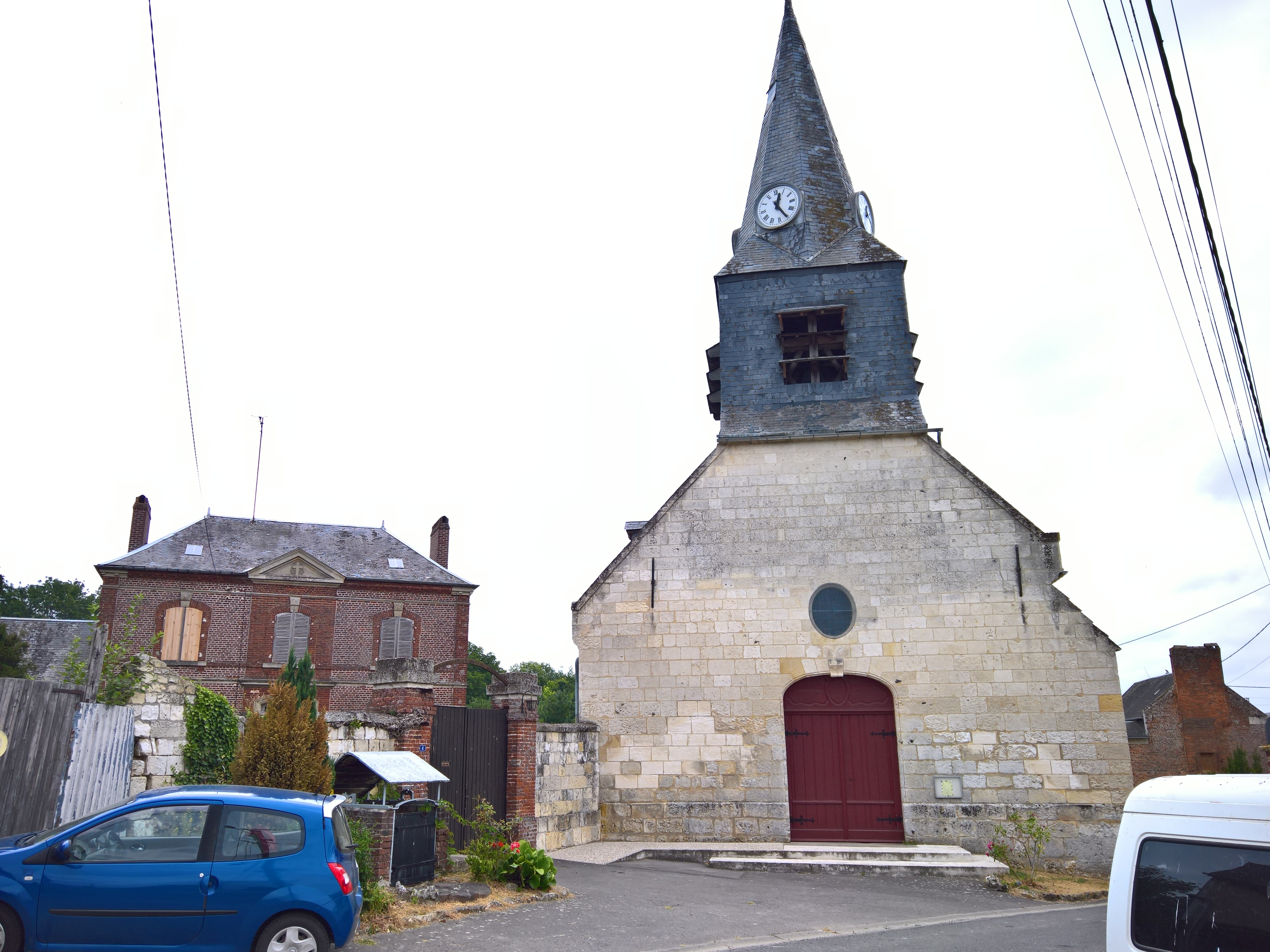
L'église Saint-Rémi et l'ancien presbytère
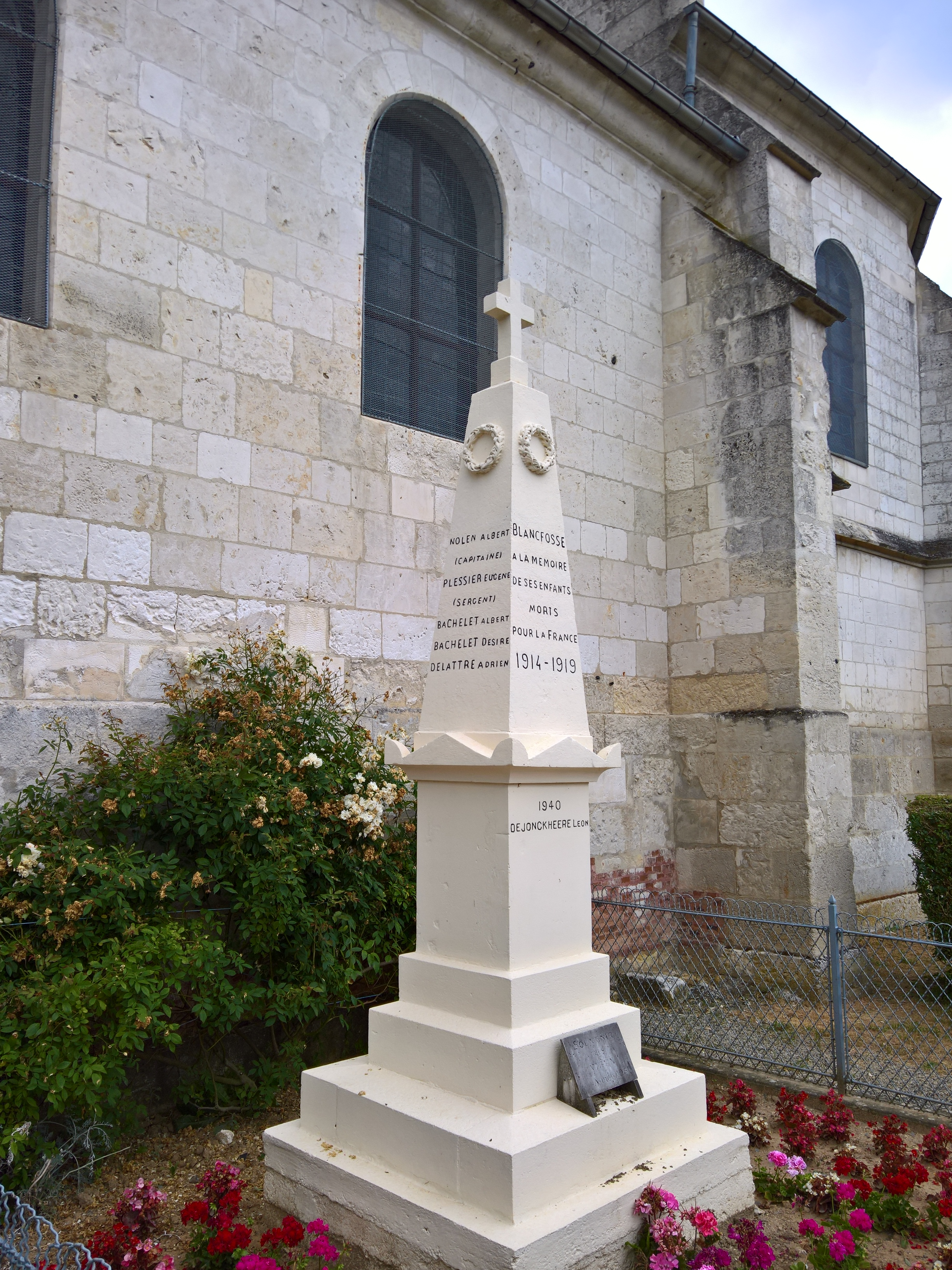
Le monument aux morts